# TERF
TERF (tudi terf, iz angleškega trans-exclusionary radical feminist) je akronim za trans-izključujoč radikalen feminist. Izraz je bil prvič zabeležen leta 2008, in je prvotno označeval manjšino feministov, ki zagovarjajo stališča, ki so jih nekateri drugi feministi imeli za transfobične, kot so zavračanje trditve, da so transspolne ženske ženske, izključevanje transspolnih žensk iz ženskih prostorov in nasprotovanje zakonodaji o pravicah transspolnih oseb. Od takrat se je pomen razširil in se širše nanaša na ljudi s transizključujočimi pogledi, ki morda niso povezani z radikalnim feminizmom.